# سراف سان
سراف سان (انگلیسی: Seraph Sun؛ زادهٔ ۳۰ دسامبر ۱۹۸۸) بازیگر اهل سنگاپور است.